# تيمو برنهارد
تيمو برنهارد (بالألمانية: Timo Bernhard)‏ هو سائق سيارة سباق ألماني، ولد في 24 فبراير 1981 في هومبورغ في ألمانيا.

## وصلات خارجية
- الموقع الرسمي
- تيمو برنهارد على موقع DriverDB.com (الإنجليزية)
- تيمو برنهارد على موقع eWRC-results.com (الإنجليزية)